# اکسو (پرنامبوکو)
اکسو (به پرتغالی: Exu) یک منطقهٔ مسکونی در برزیل است که در پرنامبوکو واقع شده‌است. اکسو ۱٬۴۷۴ کیلومتر مربع مساحت و ۳۱٬۷۶۶ نفر جمعیت دارد و ۵۲۳ متر بالاتر از سطح دریا واقع شده‌است.